# Cissé-Yarcé
Pour les articles homonymes, voir Cissé et Yarsé.
Cissé-Yarcé, également orthographié Cissé-Yarsé ou appelé Cissé-Yargo, est une localité située dans le département de Dapélogo de la province du Bassitenga dans la région de Oubri au Burkina Faso.

## Santé et éducation
Le centre de soins le plus proche de Cissé-Yarcé est le centre de santé et de promotion sociale (CSPS) de Dapélogo tandis que le centre médical avec antenne chirurgicale (CMA) de la province se trouve à Ziniaré.
Le village possède une école primaire publique.